# Michal Pullmann
Michal Pullmann (* 3. dubna 1974 Bratislava) je český historik a v letech 2018 až 2022 děkan Filozofické fakulty Univerzity Karlovy. Těžištěm jeho výzkumu jsou moderní dějiny Československa a Česka. Je autorem knihy Konec experimentu: Přestavba a pád komunismu v Československu (2011) a spoluautorem práce Co byla normalizace? (2017).

## Život
Michal Pullmann pochází ze Slovenska a v letech 1980 až 1986 žil v Moskvě. Tam jeho otec Michal Pullmann, chemický odborník a nomenklaturní kádr KSČ, pracoval v sekretariátu RVHP.
Pobyt v komunistickém Sovětském Svazu Pullmanna nepochybně ovlivnil. Pullmann se považuje za postmarxistu a stal se jednou z hlavních postav tzv. revizionistické školy, která u českého komunismu zdůrazňuje konsensus většinové společnosti a tvrdí, že ostatní historici nadsazují represi.
Tradiční historici Pullmanovi vyčítají, že se pokouší zkreslit naše dějiny. Komunismus vykresluje jako něco, v čem lidé byli víceméně spokojeni, nepříliš hovoří o komunistických justičních vraždách, perzekucích v padesátých letech nebo normalizaci v 70. letech. Pullmann, žijící v té době v rodině nomenklaturního kádra KSČ, tyto represe nezažíval, jeho rodiny se represe nedotkly a jeho rodina komunistických prominentů byla v té době spokojena. To vše se podle Pullmannových kritiků promítá do jeho vidění světa a naší historie.
Pullmann vzbudil ve společnosti významné kontroverze, když odmítl vyvěsit transparent s Miladou Horákovou a slovy Zavražděna komunisty. Filozofická fakulta tak byla jedinou vysokou školou v zemi, která tento transparent odmítla vyvěsit. Pullmann v tisku později argumentoval, že si výročí zavraždění Horákové fakulta připomenula jinak.
Michal Pullmann vystudoval historii a sociologii na Univerzitě Karlově a tamtéž roku 2003 získal doktorát z hospodářských a sociálních dějin. Absolvoval také studijní pobyt v Německu. Svým náboženským přesvědčením je luterán a svou filozofickou orientaci označuje jako postmarxismus. V letech 2018 až 2022 byl děkanem Filozofické fakulty UK, na které od svého absolutoria učí.